# Ameronothrus nigrofemoratus
Ameronothrus nigrofemoratus is een mijtensoort uit de familie van de Ameronothridae. De wetenschappelijke naam van de soort is voor het eerst geldig gepubliceerd in 1879 door L. Koch.